# 拉萨 (博尔扎诺省)
拉萨（義大利語： [ˈlaːza]），或按其德语名译为拉斯（德語：Laas，德語發音：[laːs]），是意大利北部博尔扎诺-上阿迪杰自治省的一个市镇，位于博尔扎诺以西50（31英里）。
2010年11月30日，该镇拥有人口3,983人，面积110.1平方（42.5平方英里）.。
拉萨以出产纯白大理石而著称。

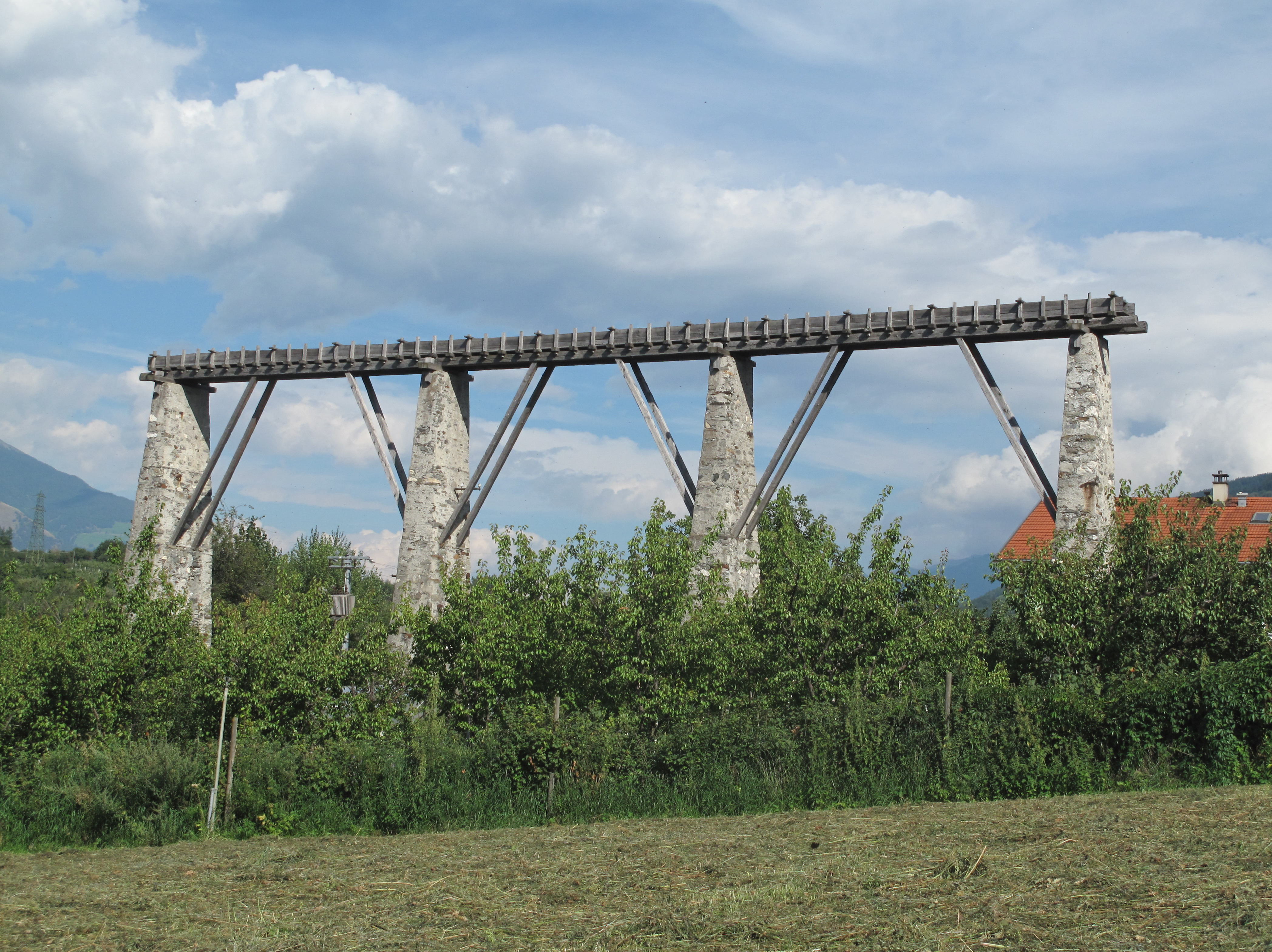
The Kandlwaal in Laas, an old irrigation canal

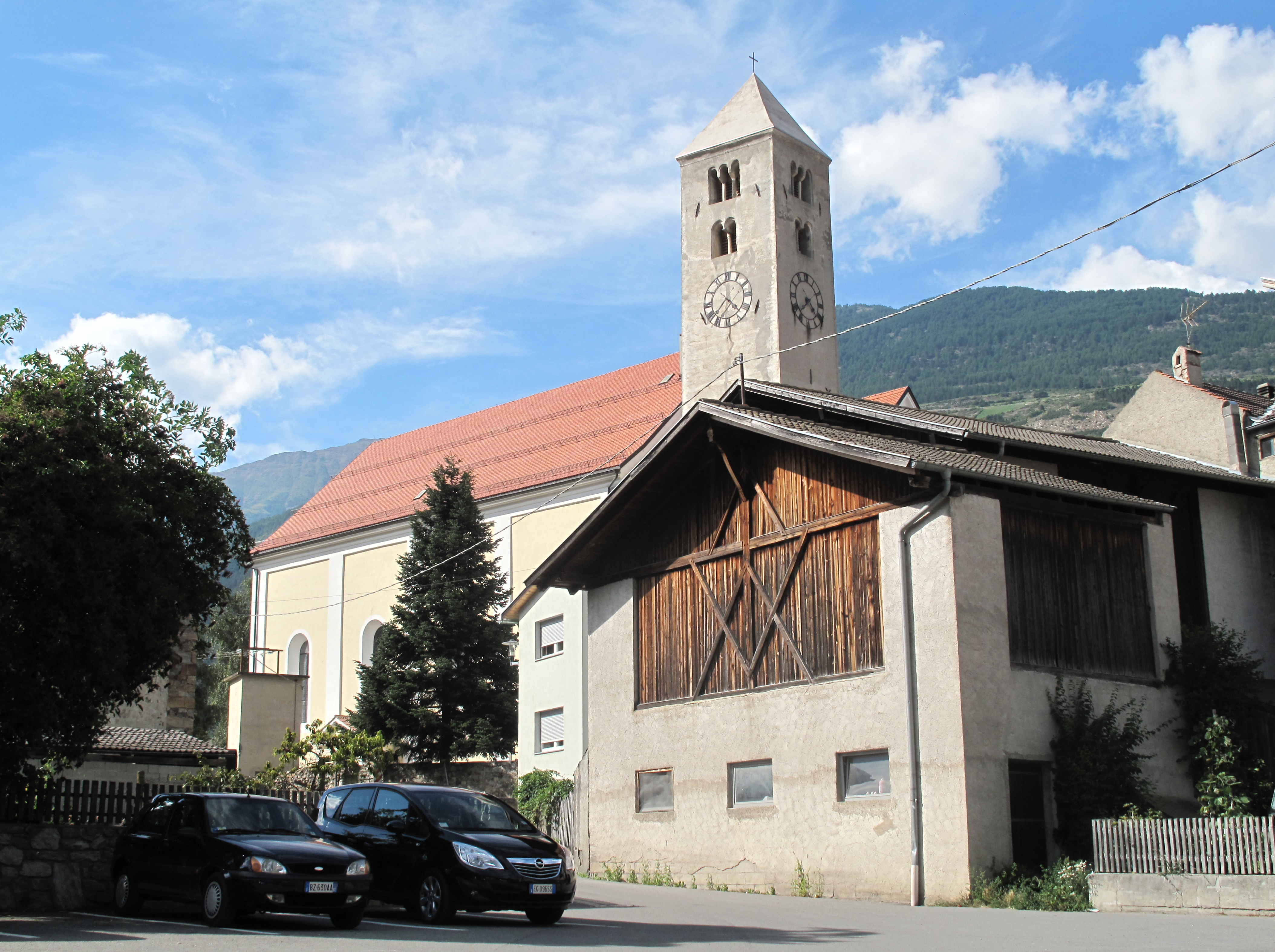
The parish church of Laas

根据2011年人口统计，98.09%的人口的第一语言为德语，1.67%为意大利语，0.4%为Ladin。